# Carlos Solchaga
Carlos Solchaga Catalán (Tafalla, 28 de mayo de 1944) es un economista y político español, miembro del Partido Socialista Obrero Español. Durante algo más de una década, bajo los gobiernos de Felipe González, fue primero ministro de Industria, y posteriormente ministro de Economía y Hacienda.
Solchaga destacaría por la implementación de una política de reconversión industrial, así como diversas medidas de desregulación que propiciaron un auge económico a finales de la década de 1980. Sus políticas, alabadas desde algunos sectores por haber contribuido al crecimiento, también encontraron una fuerte respuesta social y política por el elevado paro que se generó con el cierre de muchos sectores industriales. En la época su figura estuvo muy asociada con la cultura del «pelotazo» y con el clan político de la denominada «gente guapa», junto a Miguel Boyer. Solchaga abandonó la actividad política a mediados de la década de 1990 tras verse involucrado en el caso Ibercorp, dedicándose a partir de entonces al mundo de los negocios.

## Biografía

### Juventud y formación
Carlos Solchaga nació en la localidad navarra de Tafalla el 28 de mayo de 1944. Cursó estudios de bachillerato en la escuela de los Escolapios de Tafalla y, más adelante, en el Instituto público de Pamplona. Se licenció en Ciencias Económicas por la Universidad Complutense de Madrid en 1965, ampliando posteriormente sus estudios en el Instituto de Tecnología de Massachusetts. En 1968 obtuvo el doctorado en Ciencias Económicas. Durante algunos años ejerció la docencia en la universidad, donde conoce al profesor Luis Ángel Rojo, antes de formar parte del servicio de estudios del Banco de España. 
En 1976 ingresó en el servicio de estudios del Banco de Vizcaya y pasa a ser asesor del presidente de esta entidad.

### Inicios en la política
Miembro del Partido Socialista de Euskadi-PSOE desde 1976, fue el número dos por Álava en las listas del Partido Socialista Obrero Español en 1979. Cabe señalar que en esa época el PSE-PSOE agrupaba a los militantes del País Vasco y Navarra. En 1979 el retroceso electoral socialista en el País Vasco respecto a los comicios de 1977 le dejó fuera del Congreso, al que no accedió hasta abril de 1980, tras la renuncia del cabeza de lista por Álava. En dicha legislatura fue portavoz del Grupo Parlamentario «Socialistas Vascos» del Congreso de los Diputados, sustituyendo a Txiki Benegas. Hasta su llegada al Congreso, había sido consejero de Comercio en el Consejo General Vasco, el órgano preautonómico del País Vasco, bajo la presidencia de Carlos Garaikoetxea. Fue reelegido diputado en las elecciones de octubre de 1982, esta vez por Navarra (renovando escaño por la misma circunscripción en 1986, 1989 y 1993).

### Etapa en el gobierno
Tras la victoria del PSOE en las elecciones generales de 1982, en diciembre de ese año fue nombrado ministro de Industria y Energía. En aquella época el país atravesaba una importante crisis económica e industrial, con un creciente paro y una inflación desbocada. Desde su puesto ministerial Solchaga impulsó un programa de reconversión industrial que generó una considerable conflictividad laboral en los sectores afectados, especialmente el naval, el textil y el siderometalúrgico. Durante el período 1983-1984 se sucedieron un gran número de huelgas y manifestaciones, en ocasiones violentas. Con motivo de esta línea de actuación Solchaga llegó a mantener un enfrentamiento con Nicolás Redondo, secretario general de UGT y diputado en las Cortes por el PSOE, que lo acusó «no ser siquiera socialdemócrata» y de pretender con sus políticas «expansionar la economía a costa de los trabajadores». Desde el ministerio también impulsó la puesta en marcha de la moratoria nuclear, que a la larga detuvo la construcción de nuevas centrales nucleares en España.
Los Altos Hornos se vieron también muy afectados por las políticas de reconversión, aunque de forma desigual. Tras su llegada al ministerio Solchaga lanzó una propuesta que potenciaba a los Altos Hornos de Vizcaya (AHV) en perjuicio de ENSIDESA en Avilés y los Altos Hornos del Mediterráneo en Sagunto. Como ha señalado el historiador Pablo Díaz Morlán, Carlos Solchaga adoptó los argumentos que hasta entonces habían esgrimido AHV y la administración autonómica vasca, al tiempo que desechó un informe de la empresa japonesa Kawasaki que en 1981 había recomendado al gobierno español concentrar las inversiones en ENSIDESA y los Altos Hornos del Mediterráneo. Las instalaciones de Sagunto fueron clausuradas finalmente en 1984.
En 1985 pasó a ocupar el Ministerio de Economía y Hacienda, en sustitución de Miguel Boyer. Durante aquellos años, mientras desde el gobierno se procedió a implementar todo un conjunto de políticas tendentes a la desregulación, el país experimentó un importante crecimiento económico. El fin de muchos de los cambios que se llevaron a cabo era preparar a España para su entrada en la Comunidad Económica Europea, lo cual se materializó en 1986. Reflejo de aquel contexto, en 1988 el propio Solchaga llegó a decir de España que era «el país en el que es más fácil hacerse rico y en menos tiempo». Esta apelación tan directa al enriquecimiento «desmesurado» llevó a que la figura de Solchaga pasara a estar asociada con la llamada «cultura del pelotazo».
En agosto de 1991 fue elegido presidente del Comité Interino (órgano ejecutivo) del Fondo Monetario Internacional, puesto que detentaría hasta 1993. Tras las elecciones generales de 1993 cesó como ministro y fue elegido portavoz del Grupo Socialista en el Congreso de los Diputados. Durante aquella época mantuvo fuertes tensiones con la facción «guerrista» del PSOE, acaudillada por el antiguo vicepresidente Alfonso Guerra, con el cual Solchaga mantenía una mala relación. Sus detractores del sector guerrista se referían a él de forma despectiva como «el enano de Tafalla», descalificación que habría sido acuñada por el dirigente socialista Txiki Benegas.

### Caso Ibercorp
En febrero de 1992 estalló un escándalo a raíz de la aparición en la prensa de lo que se denominó «Caso Ibercorp». El diario El Mundo publicó que Mariano Rubio, presidente del Banco de España, se había confabulado con el banquero Manuel de la Concha para realizar una serie de operaciones financieras en base a información privilegiada que les reportaron un importante beneficio económico. Dos años después, en la primavera de 1994, aparecieron nuevos detalles sobre el caso terminaron con el encarcelamiento de Rubio y de la Concha. Se daba la circunstancia de que Mariano Rubio era amigo personal de Solchaga, quien además había sido ministro de Economía y Hacienda durante los años en que se habían cometido los presuntos delitos. El goteo de informaciones y lo comprometido de su posición convirtieron al portavoz parlamentario del PSOE en un «muerto viviente». El escándalo Ibercorp acabaría forzando a Solchaga a dimitir de todos sus cargos políticos.

### Etapa posterior
En 1994 se alejó de la política activa, dedicándose al mundo de los negocios. Tras su salida del poder Solchaga ha ocupado diversos cargos como consejero y consultor externo de grandes corporaciones, además de estar vinculado a diferentes organismos culturales, como el Museo Nacional Centro de Arte Reina Sofía, de cuyo Patronato fue nombrado vicepresidente, o de la Fundación Arquitectura y Sociedad en la que es presidente del Patronato. Es Socio-Director de la consultoría Solchaga Recio & Asociados, con sede en la calle Serrano de Madrid. Además, escribe y participa en debates, coloquios, congresos y actividades relacionadas, como ponente sobre economía, política y sociedad. En 2018 adquirió notoriedad pública a raíz de unas declaraciones suyas en las que criticó la posible revalorización de las pensiones públicas con el IPC, ya que en su opinión «los pensionistas no tienen razón, no han pagado ni la mitad de lo que perciben».

## Vida privada
Contrajo matrimonio con Gloria Barba, con la que tuvo dos hijos: Carlos y Miguel.

## Semblanza e ideología

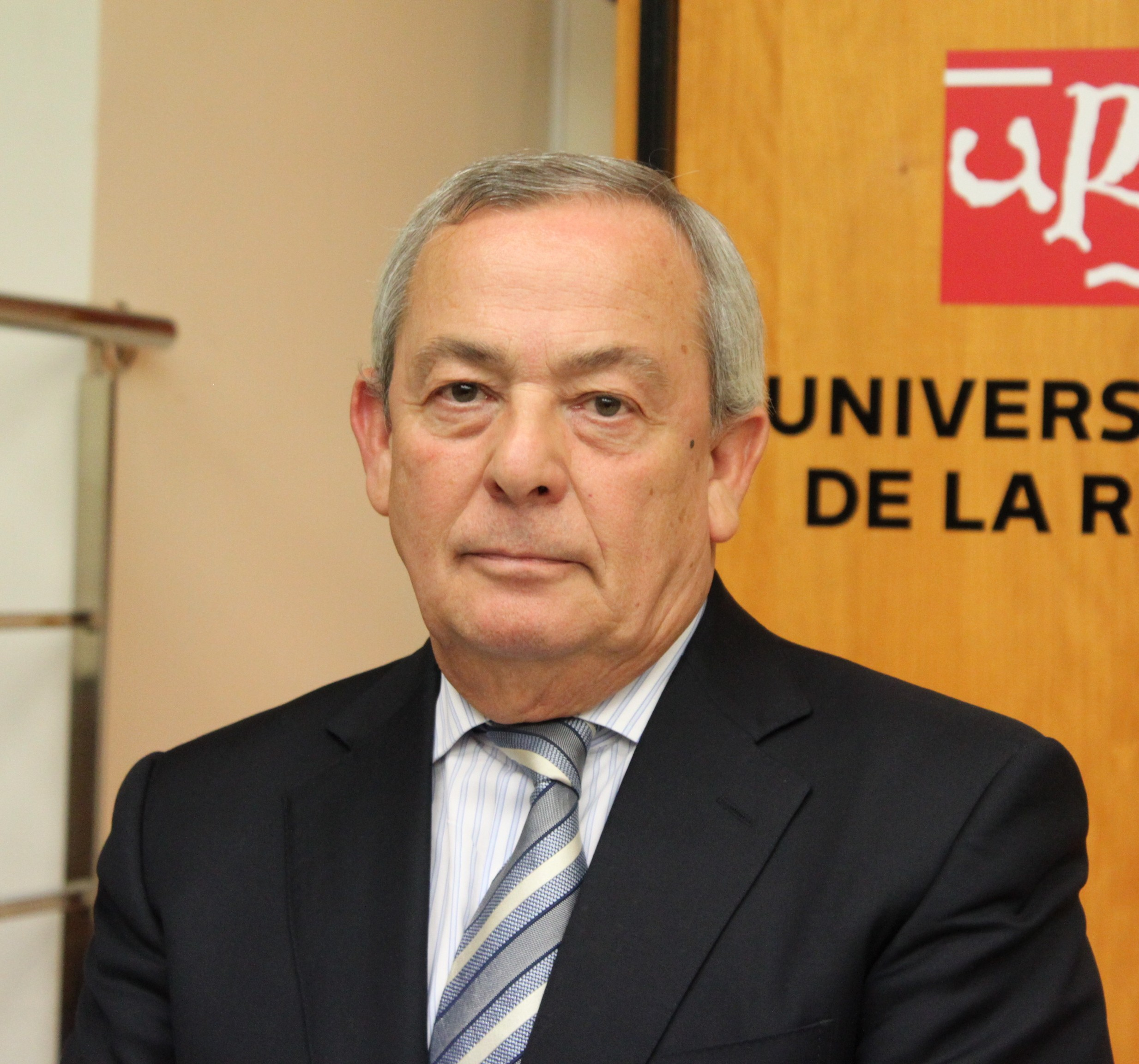
Carlos Solchaga en un acto de la Universidad de la Rioja, 2011.

Tradicionalmente la historiografía lo ha situado dentro del campo ideológico neoliberal, aunque él mismo llegó a definirse como «socialdemócrata». Solchaga ha sido considerado uno de los arquitectos del programa económico neoliberal del PSOE y uno de los dirigentes del ala derecha del partido. En su época gozó de una imagen pública como «modernizador» de la economía española, aunque su figura también estuvo muy ligada a la denominada cultura del «pelotazo» a raíz de unas declaraciones en las que ensalzaba el enriquecimiento «desmesurado». Sobre sus políticas económicas se le ha atribuido haber afirmado que «la mejor política industrial es la que no existe».
De acuerdo con el historiador y economista Ramón Tamames:

Solchaga se reveló bien pronto como prepotente, sin reparar a veces en el insulto, o al menos bordeándolo a la hora de las réplicas en el Parlamento. Por lo demás tuvo amistades más o menos peligrosas; sus relaciones con el poder económico privado, presentan sombras aún no esclarecidas.

Durante su etapa en el gobierno su figura estuvo muy asociada con el clan político de la denominada «gente guapa», un grupo social compuesto por diversas personalidades del mundo financiero y empresarial que prosperaron económicamente bajo los distintos gobiernos socialistas de Felipe González. Durante aquellos años Solchaga fue fotografiado frecuentemente en compañía de Miguel Boyer asistiendo a fiestas de la alta sociedad en Madrid y Marbella.

## Obras
- El final de la Edad Dorada (1997).
- La economía de la Democracia (2017). En colaboración con Pedro Solbes y Luis de Guindos.[42][43]
- Las cosas como son (2017).